# トム・マクグラス
トーマス・"トム"・マクグラス(Thomas "Tom" McGrath、1964年8月7日 - )は、アメリカ合衆国ワシントン州リンウッド出身の声優。また、アニメーターや原案者としても活動している。
2005年の映画『マダガスカル』と、その続編の『マダガスカル2』をエリック・ダーネルと共同制作した。また、2012年に公開された『マダガスカル3』でも共同制作を務めた。
声優としては、ドリームワークス社の作品である『マウス・タウン ロディとリタの大冒険』（2006年）や『シュレック3』（2007年）、映画『マダガスカル』シリーズで隊長役として、活躍した。
ちなみに彼は『マウス・タウン ロディとリタの大冒険』で公開の手助けをした。

## 経歴
彼はワシントン大学で工業デザインを学び、その後、CAL Arts （カリフォルニア芸術大学）のキャラクター・アニメーション・プログラムから卒業を果たした。
テレビや、アニメーターとして、ラルフ・バクシが監督を務めた『クールワールド』（1992年にアメリカで公開、日本未公開、ブラッド・ピットが出演）に携わったほか、アメリカで人気シリーズとなった『レンとスティンピー』(1991年)で、ストーリーボード・アーティスト、演出家として、また、ジョー・ピトカが監督となった『スペース・ジャム』(1997年)ではアニメーター、また実写映画『キャッツ & ドッグス』で絵コンテを担当し、ロン・ハワードが監督を務めた『グリンチ』ではストーリーボード・アーティスト、小道具、舞台装置デザイナーを務めた。
マクグラスは人気映画『マダガスカル』で共同ディレクター、共同著作者として原案を務めたのだが、ペンギンズのリーダーに当たる隊長の心に残りやすい声を生み出した。その後、隊長役を再開し、共同ディレクター・続編の共同著作者として『マダガスカル2』を描いた。また、『マダガスカル』のスピンオフでTVシリーズの『ザ・ペンギンズ from マダガスカル』にとりかかり、隊長の声を務めた。
また、ドリームワークス社のアニメーション映画の『メガマインド』(2010年に公開し、ウィル・フェレルなどが出演)でも指揮を担当した。